# Omungwelume
Omungwelume ist eine Siedlung im Wahlkreis Ongenga in der Region Ohangwena im Nordosten Namibias. Omungwelume soll 960 Einwohner (Stand 2022)  auf einer Fläche von 4,35  Quadratkilometer haben. Die Siedlung verfügt über eine Schule.